# Asienspiele 2014/Schießen
Bei den Asienspielen 2014 in Incheon, Südkorea wurden vom 20. bis 30. September 2014 44 Wettbewerbe im Schießsport ausgetragen, 26 für Männer und 18 für Frauen.

## Männer

### Einzel

#### Luftpistole 10 Meter
| Platz | Land | Athlet          |
| ----- | ---- | --------------- |
| 1     | KOR  | Kim Cheong-yong |
| 2     | CHN  | Pang Wei        |
| 3     | KOR  | Jin Jong-oh     |

Der Wettbewerb wurde am 21. September ausgetragen.

#### Zentralfeuerpistole 25 Meter
| Platz | Land | Athlet        |
| ----- | ---- | ------------- |
| 1     | QAT  | Oleg Engachev |
| 2     | CHN  | Jin Yong-de   |
| 3     | SIN  | Gai Bin       |

Der Wettbewerb wurde am 26. September ausgetragen.

#### Schnellfeuerpistole 25 Meter
| Platz | Land | Athlet       |
| ----- | ---- | ------------ |
| 1     | KOR  | Kim Jun-hong |
| 2     | CHN  | Zhang Jian   |
| 3     | CHN  | Hu Haozhe    |

Der Wettbewerb wurde am 24. September ausgetragen.

#### Standardpistole 25 Meter
| Platz | Land | Athlet        |
| ----- | ---- | ------------- |
| 1     | CHN  | Ding Feng     |
| 2     | KOR  | Kim Jun-hong  |
| 3     | VIE  | Ha Minh Thanh |

Der Wettbewerb wurde am 25. September ausgetragen.

#### Freie Pistole 50 Meter
| Platz | Land | Athlet              |
| ----- | ---- | ------------------- |
| 1     | IND  | Jitu Rai            |
| 2     | VIE  | Hoang Phuong Nguyen |
| 3     | CHN  | Wang Zhiwei         |

Der Wettbewerb wurde am 20. September ausgetragen.

#### Luftgewehr 10 Meter
| Platz | Land | Athlet         |
| ----- | ---- | -------------- |
| 1     | CHN  | Yang Haoran    |
| 2     | CHN  | Cao Yifei      |
| 3     | IND  | Abhinav Bindra |

Der Wettbewerb wurde am 23. September ausgetragen.

#### Kleinkalibergewehr Dreistellungskampf 50 Meter
| Platz | Land | Athlet      |
| ----- | ---- | ----------- |
| 1     | CHN  | Cao Yifei   |
| 2     | CHN  | Zhu Qinan   |
| 3     | IND  | Singh Chain |

Der Wettbewerb wurde am 27. September ausgetragen.

#### Kleinkalibergewehr liegend 50 Meter
| Platz | Land | Athlet                        |
| ----- | ---- | ----------------------------- |
| 1     | CHN  | Zhao Shengbo                  |
| 2     | MAS  | Muhammad Ezuan Bin Nasir Khan |
| 3     | KOR  | Park Bong-duk                 |

Der Wettbewerb wurde am 25. September ausgetragen.

#### Trap
| Platz | Land | Athlet             |
| ----- | ---- | ------------------ |
| 1     | CHN  | Gao Bo             |
| 2     | KUW  | Fehaid al-Deehani  |
| 3     | KAZ  | Andrey Mogilevskiy |

Der Wettbewerb wurde am 21. September ausgetragen.

#### Doppeltrap
| Platz | Land | Athlet            |
| ----- | ---- | ----------------- |
| 1     | CHN  | Hu Binyuan        |
| 2     | KUW  | Fehaid al-Deehani |
| 3     | UAE  | Juma al-Maktoum   |

Der Wettbewerb wurde am 25. September ausgetragen.

#### Skeet
| Platz | Land | Athlet              |
| ----- | ---- | ------------------- |
| 1     | KUW  | Abdullah al-Rashidi |
| 2     | CHN  | Xu Ying             |
| 3     | CHN  | Jin Di              |

Der Wettbewerb wurde am 30. September ausgetragen.

#### Laufende Scheibe 10 Meter
| Platz | Land | Athlet            |
| ----- | ---- | ----------------- |
| 1     | CHN  | Zhai Yujia        |
| 2     | PRK  | Jo Yongchol       |
| 3     | KAZ  | Bakhtiyar Ibrayev |

Der Wettbewerb wurde am 25. September ausgetragen.

#### Laufende Scheibe, Mix 10 Meter
| Platz | Land | Athlet        |
| ----- | ---- | ------------- |
| 1     | PRK  | Kim Jisong    |
| 2     | CHN  | Zhai Yujia    |
| 3     | KOR  | Jeong You-jin |

Der Wettbewerb wurde am 27. September ausgetragen.

### Team

#### Luftpistole 10 Meter
| Platz | Land | Athlet                                          |
| ----- | ---- | ----------------------------------------------- |
| 1     | KOR  | Kim Cheong-yong Jin Jong-oh Lee Daem-yung       |
| 2     | CHN  | Pang Wei Pu Qiefeng Wang Zhiwei                 |
| 3     | IND  | Jitu Rai Samaresh Jung Prakash Papanna Nanjappa |

Der Wettbewerb wurde am 21. September ausgetragen.

#### Zentralfeuerpistole 25 Meter
| Platz | Land | Athlet                                  |
| ----- | ---- | --------------------------------------- |
| 1     | CHN  | Jin Yongde Li Chuanlin Ding Feng        |
| 2     | IND  | Pemba Tamang Gurpreet Singh Vijay Kumar |
| 3     | KOR  | Kim Young-min Jang Dae-kyu Kim Jin-il   |

Der Wettbewerb wurde am 26. September ausgetragen.

#### Schnellfeuerpistole 25 Meter
| Platz | Land | Athlet                                    |
| ----- | ---- | ----------------------------------------- |
| 1     | KOR  | Song Jong-ho Jang Dae-kyu Kim Jun-hong    |
| 2     | CHN  | Li Yuehong Zhang Jian Hu Haozhe           |
| 3     | VIE  | Ha Minh Thanh Kieu Thanh Tu Bui Quang Nam |

Der Wettbewerb wurde am 24. September ausgetragen.

#### Standardpistole 25 Meter
| Platz | Land | Athlet                                |
| ----- | ---- | ------------------------------------- |
| 1     | CHN  | Ding Feng Jin Yongde Li Chuanlin      |
| 2     | KOR  | Kim Jun-hong Kang Min-su Jang Dae-kyu |
| 3     | SIN  | Gai Bin Lim Swee Hon Poh Lip Meng     |

Der Wettbewerb wurde am 25. September ausgetragen.

#### Freie Pistole 50 Meter
| Platz | Land | Athlet                                              |
| ----- | ---- | --------------------------------------------------- |
| 1     | CHN  | Pang Wei Pu Qifeng Wang Zhiwei                      |
| 2     | KOR  | Jin Jong-oh Lee Dae-myung Choi Young-rae            |
| 3     | VIE  | Hoàng Xuân Vinh Nguyen Hoang Phuong Tran Quoc Cuong |

Der Wettbewerb wurde am 20. September ausgetragen.

#### Luftgewehr 10 Meter
| Platz | Land | Athlet                                   |
| ----- | ---- | ---------------------------------------- |
| 1     | CHN  | Cao Yifei Yang Haoran Liu Tianyou        |
| 2     | KOR  | Kim Sang-do Kim Hyeon-jun Han Jin-seop   |
| 3     | IND  | Abhinav Bindra Ravi Kumar Sanjeev Rajput |

Der Wettbewerb wurde am 23. September ausgetragen.

#### Kleinkalibergewehr Dreistellungskampf 50 Meter
| Platz | Land | Athlet                                               |
| ----- | ---- | ---------------------------------------------------- |
| 1     | CHN  | Zhu Qinan Cao Yifei Kang Hongwei                     |
| 2     | KOR  | Kim Jong-hyun Han Jin-seop Kwon Jun-cheol            |
| 3     | JPN  | Toshikazu Yamashita Midori Yajima Takayuki Matsumoto |

Der Wettbewerb wurde am 27. September ausgetragen.

#### Kleinkalibergewehr liegend 50 Meter
| Platz | Land | Athlet                                       |
| ----- | ---- | -------------------------------------------- |
| 1     | CHN  | Zhao Shengbo Lan Xing Liu Gang               |
| 2     | KOR  | Kwon Jun-cheol Park Bong-duk You Jae-jin     |
| 3     | KAZ  | Ratmir Mindiyarov Juri Jurkow Igor Pirekeyev |

Der Wettbewerb wurde am 25. September ausgetragen.

#### Trap
| Platz | Land | Athlet                                                   |
| ----- | ---- | -------------------------------------------------------- |
| 1     | CHN  | Du Yu Gao Bo Zhang Yiyao                                 |
| 2     | KUW  | Fehaid al-Deehani Abdulrahman al-Faihan Khaled al-Mudhaf |
| 3     | KOR  | Jung Chang-hee Lee Young-sik Shin Hyun-woo               |

Der Wettbewerb wurde am 21. September ausgetragen.

#### Doppeltrap
| Platz | Land | Athlet                                          |
| ----- | ---- | ----------------------------------------------- |
| 1     | QAT  | Masoud al-Athba Rashid al-Athba Hamad al-Marri  |
| 2     | CHN  | Hu Binyuan Mo Junjie Li Jun                     |
| 3     | KUW  | Fehaid al-Deehani Ahmad al-Afasi Hamad al-Afasi |

Der Wettbewerb wurde am 25. September ausgetragen.

#### Skeet
| Platz | Land | Athlet                                          |
| ----- | ---- | ----------------------------------------------- |
| 1     | CHN  | Zhang Fan Jin Di Xu Ying                        |
| 2     | KUW  | Abdullah al-Rashidi Saud Habib Salah al-Mutairi |
| 3     | KOR  | Hwang Jung-soo Cho Min-ki Lee Jong-jun          |

Der Wettbewerb wurde am 30. September ausgetragen.

#### Laufende Scheibe 10 Meter
| Platz | Land | Athlet                                        |
| ----- | ---- | --------------------------------------------- |
| 1     | CHN  | Zhai Yujia Zhang Jie Gan Yu                   |
| 2     | PRK  | Pak Myongwon Jo Yongchol Kim Jisong           |
| 3     | KAZ  | Bakhtiyar Ibrayev Andrey Gurov Rassim Mologly |

Der Wettbewerb wurde am 25. September ausgetragen.

#### Laufende Scheibe, Mix 10 Meter
| Platz | Land | Athlet                                  |
| ----- | ---- | --------------------------------------- |
| 1     | CHN  | Zhai Yujia Zhang Jie Xie Durun          |
| 2     | PRK  | Kim Jisong Pak Myongwon Jo Yongchol     |
| 3     | VIE  | Tran Hoang Vu Ngo Huu Vuong Do Duc Hung |

Der Wettbewerb wurde am 27. September ausgetragen.

## Frauen

### Einzel

#### Luftpistole 10 Meter
| Platz | Land | Athlet          |
| ----- | ---- | --------------- |
| 1     | CHN  | Zhang Mengyuan  |
| 2     | KOR  | Jung Jeehae     |
| 3     | IND  | Shweta Chaudhry |

Der Wettbewerb wurde am 20. September ausgetragen.

#### Sportpistole 25 Meter
| Platz | Land | Athlet             |
| ----- | ---- | ------------------ |
| 1     | CHN  | Zhang Jingjing     |
| 2     | CHN  | Chen Ying          |
| 3     | MGL  | Otrjadyn Gündegmaa |

Der Wettbewerb wurde am 22. September ausgetragen.

#### Luftgewehr 10 Meter
| Platz | Land | Athlet                         |
| ----- | ---- | ------------------------------ |
| 1     | IRI  | Najmeh Khedmati                |
| 2     | IRI  | Narjes Emamgholinejad Andevari |
| 3     | CHN  | Zhang Binbin                   |

Der Wettbewerb wurde am 22. September ausgetragen.

#### Sportgewehr Dreistellungskampf 50 Meter
| Platz | Land | Athlet      |
| ----- | ---- | ----------- |
| 1     | KAZ  | Olga Dowgun |
| 2     | KOR  | Mira Jeong  |
| 3     | CHN  | Chang Jing  |

Der Wettbewerb wurde am 26. September ausgetragen.

#### Sportgewehr liegend 50 Meter
| Platz | Land | Athlet                          |
| ----- | ---- | ------------------------------- |
| 1     | MGL  | Narantuya Chuluunbadrakh        |
| 2     | MAS  | Nur Suryani Binti Mohamed Taibi |
| 3     | KOR  | Eum Bitna                       |

Der Wettbewerb wurde am 24. September ausgetragen.

#### Trap
| Platz | Land | Athlet              |
| ----- | ---- | ------------------- |
| 1     | CHN  | Zhu Jingyu          |
| 2     | JPN  | Yukie Nakayama      |
| 3     | THA  | Chattaya Kitcharoen |

Der Wettbewerb wurde am 23. September ausgetragen.

#### Doppeltrap
| Platz | Land | Athlet      |
| ----- | ---- | ----------- |
| 1     | KOR  | Kim Mijin   |
| 2     | CHN  | Zhang Yafei |
| 3     | CHN  | Bai Yiting  |

Der Wettbewerb wurde am 25. September ausgetragen.

#### Skeet
| Platz | Land | Athlet                |
| ----- | ---- | --------------------- |
| 1     | KOR  | Kim Minji             |
| 2     | CHN  | Zhang Heng            |
| 3     | THA  | Sutiya Jiewchaloemmit |

Der Wettbewerb wurde am 27. September ausgetragen.

#### Laufende Scheibe 10 Meter
| Platz | Land | Athlet              |
| ----- | ---- | ------------------- |
| 1     | CHN  | Li Xue Yan          |
| 2     | CHN  | Su Li               |
| 3     | VIE  | Nguyen Thi Thu Hang |

Der Wettbewerb wurde am 26. September ausgetragen.

### Team

#### Luftpistole 10 Meter
| Platz | Land | Athlet                                                           |
| ----- | ---- | ---------------------------------------------------------------- |
| 1     | CHN  | Guo Wenjun Zhang Mengyuan Zhou Qingyuan                          |
| 2     | TPE  | Wu Chia Ying Tu Yi Yi Tzu                                        |
| 3     | MGL  | Otrjadyn Gündegmaa Munkhzul Tsobgadrakh Bayartsetseg Tumurchudur |

Der Wettbewerb wurde am 20. September ausgetragen.

#### Sportpistole 25 Meter
| Platz | Land | Athlet                                        |
| ----- | ---- | --------------------------------------------- |
| 1     | KOR  | Kim Jangmi Kwak Junghye Lee Jungeun           |
| 2     | CHN  | Zhang Jingjing Chen Ying Zhou Qingyuan        |
| 3     | IND  | Rahi Jeevan Sarnobat Anisa Sayyed Heena Sidhu |

Der Wettbewerb wurde am 22. September ausgetragen.

#### Luftgewehr 10 Meter
| Platz | Land | Athlet                                                       |
| ----- | ---- | ------------------------------------------------------------ |
| 1     | CHN  | Yi Siling Zhang Binbin Wu Liuxi                              |
| 2     | IRI  | Najmeh Khedmati Narjes Emamgholinejad Andevari Elaheh Ahmadi |
| 3     | KOR  | Kim Seola Kim Gaenam Jeong Mira                              |

Der Wettbewerb wurde am 22. September ausgetragen.

#### Sportgewehr Dreistellungskampf 50 Meter
| Platz | Land | Athlet                                               |
| ----- | ---- | ---------------------------------------------------- |
| 1     | CHN  | Chang Jing Zhao Huixin Chen Dongqi                   |
| 2     | KOR  | Jeong Mira Yoo Seoyoung Kim Seola                    |
| 3     | KAZ  | Olga Dowgun Alexandra Malinovskaya Yelizaveta Lunina |

Der Wettbewerb wurde am 26. September ausgetragen.

#### Sportgewehr liegend 50 Meter
| Platz | Land | Athlet                                                                                      |
| ----- | ---- | ------------------------------------------------------------------------------------------- |
| 1     | KOR  | Eum Bitna Jeong Mira Na Yoon-kyung                                                          |
| 2     | CHN  | Chen Dongqi Chang Jing Yi Siling                                                            |
| 3     | MAS  | Nur Suryani Binti Mohamed Taibi Muslifah Binti Zulkifli Nur Ayuni Farhana Binti Abdul Halim |

Der Wettbewerb wurde am 24. September ausgetragen.

#### Trap
| Platz | Land | Athlet                                               |
| ----- | ---- | ---------------------------------------------------- |
| 1     | KAZ  | Anastassiya Davydova Mariya Dmitriyenko Oxana Sereda |
| 2     | CHN  | Zhu Jingyu Chen Fang Zhu Mei                         |
| 3     | PRK  | Chae Hyegyong Pak Yonghui Yang Soli                  |

Der Wettbewerb wurde am 23. September ausgetragen.

#### Doppeltrap
| Platz | Land | Athlet                                        |
| ----- | ---- | --------------------------------------------- |
| 1     | CHN  | Zhang Yafei Bai Yiting Zhu Mei                |
| 2     | KOR  | Kim Mijin Son Hyekyoung Lee Bona              |
| 3     | IND  | Shagun Chowdhary Shreyasi Singh Varsha Varman |

Der Wettbewerb wurde am 25. September ausgetragen.

#### Skeet
| Platz | Land | Athlet                                                         |
| ----- | ---- | -------------------------------------------------------------- |
| 1     | CHN  | Zhang Heng Li Bowen Lin Piao Piao                              |
| 2     | KOR  | Kwak Yuhyun Kim Minji Son Hyekyoung                            |
| 3     | THA  | Sutiya Jiewchaloemmit Nutchaya Sut Arporn Isarapa Imprasertsuk |

Der Wettbewerb wurde am 27. September ausgetragen.

#### Laufende Scheibe 10 Meter
| Platz | Land | Athlet                                               |
| ----- | ---- | ---------------------------------------------------- |
| 1     | CHN  | Li Xue Yan Yang Zeng Su Li                           |
| 2     | VIE  | Nguyen Thi Thu Hang Dang Hong Ha Nguyen Thi Le Quyen |
| 3     | QAT  | Amal Mohamed Mhamud Saaida Humaid Taaeeb Anisa Jama  |

Der Wettbewerb wurde am 26. September ausgetragen.

## Medaillenspiegel
| Platz  | Land                         | Gold | Silber | Bronze | Gesamt |
| ------ | ---------------------------- | ---- | ------ | ------ | ------ |
| 1      | Volksrepublik China          | 27   | 17     | 6      | 50     |
| 2      | Südkorea                     | 8    | 11     | 8      | 27     |
| 3      | Kasachstan                   | 2    | -      | 5      | 7      |
| 4      | Katar                        | 2    | -      | 1      | 3      |
| 5      | Kuwait                       | 1    | 4      | 1      | 6      |
| 6      | Nordkorea                    | 1    | 3      | 1      | 5      |
| 7      | Iran                         | 1    | 2      | -      | 3      |
| 8      | Indien                       | 1    | 1      | 7      | 9      |
| 9      | Mongolei                     | 1    | -      | 2      | 3      |
| 10     | Vietnam                      | -    | 2      | 5      | 7      |
| 11     | Malaysia                     | -    | 2      | 1      | 3      |
| 12     | Japan                        | -    | 1      | 1      | 2      |
| 13     | Chinesisch Taipeh            | -    | 1      | -      | 1      |
| 14     | Thailand                     | -    | -      | 3      | 3      |
| 15     | Singapur                     | -    | -      | 2      | 2      |
| 16     | Vereinigte Arabische Emirate | -    | -      | 1      | 1      |
| Gesamt | Gesamt                       | 44   | 44     | 44     | 132    |